# Ebenavia
Genre
Ebenavia est un genre de geckos de la famille des Gekkonidae.

## Répartition
Les espèces de ce genre se rencontrent dans les îles de l'Afrique de l'Est.

## Description
Ce sont des geckos nocturnes et arboricoles.

## Liste des espèces
Selon The Reptile Database (22 septembre 2012) :
- Ebenavia inunguis Boettger, 1878
- Ebenavia maintimainty Nussbaum & Raxworthy, 1998

## Publication originale
- Boettger, 1878 "1877" : Die Reptilien und Amphibien von Madagascar. I. Studien über Reptilien aus Madagascar. II. Aufzählung der bis jetzt von Madagascar bekannt gewordenen Reptilien und Amphibien. III. Bemerkungen über die verwandtschaftlichen und geographischen Beziehunge. Abhandlungen der Senckenbergischen Naturforschenden Gesellschaft in Frankfurt, vol. 11, p. 1-56 (texte intégral).